# 羅玉鳳
羅 玉鳳（ら ぎょくほう、簡体字：罗玉凤、拼音: Luó Yùfèng ルオ ユフェン、1985年9月23日 - ）は、鳳姐（凤姐）、シスター・フェン（Sister Feng）といった愛称で知られる、中華人民共和国重慶市綦江区趕水鎮出身のインターネットセレブリティ。彼女は上海市での結婚発表や、江蘇衛視の感動的なトーク番組『人間』で物議を醸す発言をしたことで有名になり、その後、多くの公的活動に関わった。
2010年、羅玉鳳はアメリカ合衆国に渡り、2010年から2014年末まで、生計を立てるために当地の多くのネイルサロンで働いていた。

## 経歴

### 生い立ち
1985年9月23日、羅玉鳳は、中華人民共和国重慶市綦江区趕水鎮の農民の家庭に生まれた。羅玉鳳が7歳のとき、両親は離婚し、以降は母親と暮らし、父親には二度と会わなかった。彼女は「人々の目の動きを見て育った」と自称している。家が貧しかったため、中学校卒業後、綦江師範学校（綦江师范学校）に学び、中等学校卒業資格を取得し、さらにその後、重慶教育学院で大学卒業資格を取得した。羅玉鳳は、重慶市奉節県の黄西小学校で教師として2年間働いた。しかし、その後、彼女は退職し、貯金1万元をすべて持って上海市に来た。彼女は「上海の方が発展の方向性がより良いと思ったし、ボーイフレンドを見つけて結婚するという目的もあった」と述べており、仕事を見つけるために、いろいろな業界に1万通以上の履歴書を提出したが、結局は月1500元にもならない収入で、上海のカルフールのスーパーマーケットでレジ係として働いた。

### 人気者への道
2009年11月20日、羅玉鳳は、インターネットコミュニティの天涯社区に「私は北京大学か清華大学の男性を探して結婚したい（我想找个北大清华男结婚）」と投稿し、結婚の条件として「北京大学が清華大学の修士、経済学専攻、国際的視野があり、身長1メートル76センチから1メートル83センチ、子どもをもうけたことがなく、東部海岸に戸籍がある、25歳から28歳（北大清华硕士、经济学专业、有国际视野、身高1米76至1米83、无生育历史、东部沿海户籍、年龄25至28岁）」という7つを挙げ、自身については「身長1メートル46センチ、ふだんはハイヒールを履いているので1メートル53センチ、大卒、書物に博く通じており、かなり傲慢（身高1米46，平时穿高跟鞋1米53，大专文凭、博览群书、较为狂妄）」と述べた。数日後、彼女は反響の結果を投稿し、多くの大手金融会社の中国における首席執行官たちが彼女に愛を表明したと称した上で、彼女は彼らが「おいぼれの役立たず（年老色衰）」だと感じ、気乗りしなかったと述べた。その後、羅玉鳳は、上海の地下鉄駅で結婚のチラシ 1,300 枚を配布した。このチラシは上海の地元メディアの注目を集めた。その後、上海のメディアとのインタビューで、彼女は結婚の最も重要な条件は賢いことだと語った。メディアの報道後、羅玉鳳は上海の地元フォーラムで「陸家嘴征婚女（陆家嘴征婚女）」という渾名を付けられ、一時期有名になった。2010年初め、羅玉鳳は江蘇衛視の感動的なトーク番組『人間』の「白馬の王子様と結婚したい（我要嫁白马王子）」というエピソードに出演した。番組で、羅玉鳳のボーイフレンドの小吳は、羅玉鳳が自分の劣った条件を嫌っているので別れたい、と語った。羅玉鳳は番組の中で、「知能指数で私に優るような男の子はいない。身長と見た目で何とかなる。（没有男孩子能在智商上超越我了，只能在身高和相貌上来弥补。」、「私は9歳で多くの書物に博く通じ、20歳で頂点に達した。今では社会・人文系の書物や、『知音（知音）』、『故事会（故事会）』などの雑誌を読んでいる ... 今から300年後まで、あるいは、300年前まで、合わせて600年の時間の中で、私を超える人はいない
（我九岁博览群书，二十岁达到顶峰。我现在都是看社会人文类的书，例如《知音》《故事会》……往前推三百年，往后推三百年，总共六百年没有人超过我。）」などと語った。番組の放送後、多くのネチズンたちが羅玉鳳の発言への驚きを表明した。番組の映像はますます広く拡散され、ネチズンは羅玉鳳を「鳳姐」という名を付けた。

### 公的活動
羅玉鳳が有名になった後、「鳳姐さん、自信を持って（信凤姐，得自信）」がインターネットで話題となり、「羅玉鳳小組（罗玉凤小组）」や「羅玉鳳貼吧（罗玉凤贴吧）」が開設され、百科事典に「羅玉鳳」の項目が掲載された。羅玉鳳の過去の投稿やブログも人気記事となった。その後、羅玉鳳の公的活動も増加していった。テレビ番組では、星空衛視のトーク番組『Lady呱呱』に特別ゲストとして出演した。彼女は青海衛視のニューストーク番組『嘎嘣爆米花』にもゲスト出演し、番組内で『人間』に登場したボーイフレンドが実は俳優であったことを認めた。タレントショーでは、『花児朶朶（花儿朵朵）」に登録し、瀋陽地区で出場資格カードを得た。その後、彼女は東方衛視のタレントショー『中国達人秀（中国达人秀）』に参加し、コンテスト中に歌詞の「カンニングペーパー」を使って「愛情買売（爱情买卖）」という曲を歌ったが、30秒も経たないうちに審査員に止められた。審査員の方俊は、彼女がコンテストへの準備が十分ではないと考えたが、羅玉鳳自身は自分が最高の「達人」であるとしていた。最終的に、3人の審査員は一致でして「鳳姐」は脱落と判定した。コンテストの後、羅玉鳳はメディアのインタビュー中に、男性に卵をぶつけられた。この他にも、羅玉鳳は寧夏衛視の番組『時尚星達人（时尚星达人）』や山東衛視の番組『快楽向前沖（快乐向前冲）』にも出演した。羅玉鳳は、広告に出演する機会もあった。1Q73渭丁香（胃腸薬）は、羅玉鳳を起用して、AB2本の広告を撮影し、報酬として30万元を支払った。彼女はまた写真を撮り、ジョリン・ツァイ（蔡依林）に似ているとネチズンたちから賞賛された。

### アメリカ合衆国への移住
2010年11月10日、羅玉鳳は、自身の微博で、アメリカ合衆国からビザが発給され、上海市からニューヨーク市へとやって来た、と述べた。2015年のニューヨーク・タイムズ中国語ウェブサイトのインタビューで羅玉鳳は、グリーンカードは持っていないが、一時滞在資格、雇用カード、労働許可証はあると語った。同年12月、羅玉鳳が美国中文電視に応募した動画が中国語のインターネット上で拡散した。同局のインタビュー部門責任者の張鹼（张碱）は、羅玉鳳は非常に聡明で、「思考は特別に明晰で（...）彼女は非常に多くのアイデアを持っており（思路特别清晰（……）还挺有想法的）」、この局の1次面接に合格したと述べた。しかし、その後の2回目の面接で羅玉鳳は失敗し、「いわゆるテレビ局の募集は、始めから詐欺だった（那个所谓电视台招聘从一开始就是骗局）」と微博に投稿した。ニューヨークに来てからの4年間、羅玉峰は市内を転々とし、2014年末まで、生計のために多くのネイルサロンで働いていた。2015年7月15日、羅玉鳳は、鳳凰衛視美州台の顧客から、プラットフォームの主契約ライターに招かれた。
2016年3月23日、羅玉鳳はボイス・オブ・アメリカのインタビューを受け、中・米両国における生活体験や思考について語った。彼女は、階級と性差別が自分の人生の窮状を決定づけており、インターネットの有名人になっても自分の人生は改善されていない。羅玉鳳によれば、長年米国に住み、より平等だと感じるようになってきた、と語った。彼女はもう結婚を求めておらず、平等の概念も実現できていないことを認めているが、中・米両国の人権のために活動を続けたいと考えている。4月4日、『環球時報（环球时报）』は「「鳳姐」この感動的なロールモデルは一体何なのか？（“凤姐”这个励志榜样到底是什么鬼）」という見出しの記事を掲載した。この記事は、ボイス・オブ・アメリカによる羅玉鳳への独占インタビューを導入部として取り上げ、羅玉鳳が米国のグリーンカードを取得するために、米国から政治的庇護を得るために、中国国内における差別と抑圧の悲劇的な経験を捏造したのではないか、と疑問を呈している。彼女はさらに「反華組織（反华组织）」にも参加し、それを証明する写真も公開した。記事の掲載後、羅玉鳳は、写真は中国民主党が組織した合成写真であるとし、写真に写っている彼女とされる人物は中年女性だが、当時自分はまだ25歳だったと主張した。ネチズンたちは彼女の組織への参加申請の証拠を提示して彼女に反対したが、彼女を支持する者も少なからずいる。
2017年1月14日、羅玉鳳は、自身のWeChat（微信）の公開アカウントに「羅玉峰：祝福と激励を求める（罗玉凤：求祝福，求鼓励）」という記事を公開し、農村から上海に出て、さらに米国で道を拓くべく奮闘した経緯を綴った。記事の公開から3日後には、20万件以上の投げ銭と、320 万件以上の閲覧を得た。その後、彼女は投げ銭から得た20万元を、四川省大涼山の子どもたちに寄付し、懸賞の機能を永遠に閉鎖するという決定を発表した。この時、ネチズンたちは、画面に流れた記事は彼女が書いたものではなく、鳳凰網（凤凰网）の編集長がゴーストライターをしたのではないかと疑っていたが、鳳凰網は、彼女との提携は前年9月にを終了していたと発表し、また、記事が公表されたときに改変があったことを認めた。結局ところ、彼女のWeChat公式アカウントは、詐欺の疑いでブロックされた。
2022年、一部のメディアは、鳳姐がニューヨーク市立大学クイーンズ校に入学し、いずれも難しい学科である微積分と分子生物学を履修した、という記事を掲載し、彼女の投稿もWeChatモーメントに流れた。

## 評価
2010年7月2日、国家広播電影視総局弁公庁主任でスポークスパーソンの朱虹は、華中師範大学の桂子山文人講壇（桂子山文人讲坛）を訪れた際に、鳳姐は低俗文化であり、断固として停止させると述べた。
2011年9月27日、アメリカ合衆国の『ピープル』誌のウェブサイトは「中国で最も嫌われている現実的な有名人紹介（走近中国最受讨厌的现实派明星）」と題する記事を掲載し、鳳姐を中国で最も嫌われている有名人であると評した。

## 紛争
2011年1月22日、羅玉鳳は自身の新浪微博で、陳冠希（エディソン・チャン）と結婚したいと発表し、多くの批判を集めた。
2011年7月27日、羅玉鳳は新浪微博にコメントを投稿し、「温州高速鉄道追突事故」の犠牲者は「全員死ぬ前に有名な鳳姐のことを聞いていた。だから彼らはここで亡くなった（死前都听说过大名鼎鼎的凤姐了。所以他们也死得其所了。）」と述べた。 「また、彼らは中国の国民です。彼らは最適化に多大な貢献をしてくれました。したがって、彼らの死は泰山よりも間違いなく重要であり、彼らは輝かしい死を遂げました。私はこの言葉に強い感謝の意を表します。（另外，他们为中国的人口优化作出了杰出的贡献。所以他们的死绝对是重于泰山的，是死得光荣的。本人对此表示强烈的感谢）」とも述べた。これはすぐにネチズンから批判され、反感が次々と表明された。程なくして、羅玉鳳も「私は死を恐れていない。今後もこのような微博投稿を続けるつもりだ（自己是不怕死的，这样的微博自己还会继续发。）」と述べた。
2011年8月17日、羅玉鳳は新浪微博で「米国移民帰化局を焼き払う」と述べた。
2019年5月20日、羅玉鳳は新浪微博で「ファーウェイ（華為）はとっくの昔に崩壊すべきだった（华为早就该垮了）」とコメントした。すぐに、蘇寧易購 (Suning.com) 手机通訊（手机通讯、Mobile Communicationsの公式微博はこれを転送し、オンライン・プラットフォームやオフライン・ストアで鳳姐への携帯電話の販売を拒否すると公表した。その後、羅玉鳳は微博を削除し、「ここ数日ニュースを見ていない。外で何が起こっているのか全く知らない（这几天没看新闻，外面发生什么事我根本就不知道）」と述べ、誤解であると弁明した。 6月、ネチズンたちは、羅玉鳳の新浪微博アカウントが閉鎖されたことを発見した。